# Хитрово Володимир Миколайович
Хитрово Володимир Миколайович (26 грудня 1878, Петербург, — 7 липня 1949, Омськ) — радянський геоботаник, флорист, фенолог, краєзнавець, доктор біологічних наук.
Автор наукових праць з проблем сезонного поліморфізма у рослин. Вивчав рослинність центральних областей європейської частини СРСР, Уралу, Західного Сибіру, особливо луки.
Організатор і творець Орловського університету (педагогічного інституту), заповідника «Галицька гора», Київської і Новозибківської сільськогосподарських дослідних станцій, товариства дослідження природи Орловської губернії, муратовської ботанічної бази.

## Життєпис
Народився в Петербурзі 26 грудня 1878 року в сім'ї дворянина. У 1897 році закінчив гімназію в Києві і вступив на природниче відділення фізико-математичного факультету Київського університету, який успішно закінчив у 1902 році. У 1901 році у в своєму маєтку Муратово в Орловської губернії створив опорний пункт для геоботанічного дослідження лугів.
Після закінчення університету працював при кафедрі професора С. Г. Навашина лаборантом, а з 1904 року — асистентом. У 1910 році здав магістерські іспити. До 1917 року викладав і активно займався науковою діяльністю в Київському університеті. Був членом Київського товариства шанувальників природи.
Отримуючи чи малу платню в Київському університеті, В. М. Хитрово не звертав уваги на отриманий у спадок маєток в Муратова як на джерело доходу. З 1901 року воно служило йому опорним пунктом для геоботанічного дослідження лугів в Орловській губернії.
Серед групи молодих енергійних вчених, які працювали в Муратові, виникла ідея організації Товариства для дослідження природи Орловської губернії, яке було засновано в 1905 році.
У грудні 1913 року експонати Товариства демонструвалися на першій в країні виставці з охорони природи, організованої в Харкові Валерієм Талієвим.
В. М. Хитрово задумався про необхідність державної охорони унікальної пам'ятки природи Галицької гори.
У вересні 1929 року брав участь у Першому Всеросійському з'їзді з охорони природи, де зробив повідомлення про заповідник «Галицька гора».
На прохання Орловського губвиконкому і його планової комісії В. М. Хитрово організував колектив вчених і краєзнавців для написання книги «Природа Орловського краю».
Ще в 1902 р Володимир Миколайович відкрив крихітну ділянку збереженої степової рослинності на берегах річки Кутьми у місті Болхов. Це був один з останніх клаптиків степу в Орловській губернії, що збереглися до XX століття.
Пізніше Хитрово взяв на облік всі відомі йому ділянки степової рослинності на Орловщині і виявляв невпинну турботу про їх збереження.
Для збереження останніх степових ділянок Володимир Миколайович підняв питання про організацію заказника в балці Непрець в околицях Орла, почав роботу по організації степового заповідника в Орловській області. У 1928 році він запропонував голові комісії з охорони природи Центрально-Чорноземної області професору Б. О. Келлеру включити в проект мережу степових заповідників ряд степових ділянок в околицях села Панькова. 8 січня 1929 р Державний комітет з охорони природи підтримав цю ідею. В. М. Хитрово почав збір необхідної документації для створення такого заповідника, і лише його арешт за звинуваченням в антирадянській діяльності і висилка в Західний Сибір завадили довести справу до кінця.
З вересня 1943 року він працював старшим науковим співробітником Сибірського науково-дослідного інституту сільського господарства в Омські.
Незадовго до смерті, в 1946 р, за сукупністю заслуг йому було присвоєно звання доктора біологічних наук без захисту дисертації.
Помер Володимир Миколайович Хитрово 7 липня 1949 року, реабілітований лише в 1990-і роки.

## Автор наукових праць
- Хитрово В. H., 1904. О Галичьей горе // Труды Санкт-Петербургского общества естествоиспытателей, вып. I, т. 35.
- Хитрово В. H., 1913. Путеводитель по Галичьей горе // Известия общества для исследования природы Орловской губернии, вып. 3.